# بريندا أ. فيربر
بريندا أ. فيربر (بالإنجليزية: Brenda A. Ferber)‏ هي كاتِبة وكاتبة للأطفال أمريكية، ولدت في 23 أبريل 1967 في سكوكي في الولايات المتحدة.